# Микошлака (Алба)
Микошлака (рум. Micoșlaca) насеље је у Румунији у округу Алба у општини Окна Муреш. Oпштина се налази на надморској висини од 255 m.

## Становништво
Према подацима из 2002. године у насељу је живело 349 становника.

### Попис2002.
| Расподела становништва по националности 2002.‍ | Расподела становништва по националности 2002.‍ | Расподела становништва по националности 2002.‍ | Расподела становништва по националности 2002.‍ | Расподела становништва по националности 2002.‍ |
| --------------------------------------------- | --------------------------------------------- | --------------------------------------------- | --------------------------------------------- | --------------------------------------------- |
|                                               |                                               |                                               |                                               |                                               |
| Румуни                                        | Румуни                                        |                                               | 324                                           | 92,8%                                         |
| Мађари                                        | Мађари                                        |                                               | 8                                             | 2,3%                                          |
| Роми                                          | Роми                                          |                                               | 17                                            | 4,9%                                          |